# Ardèche Classic
L'Ardèche Classic, anteriorment anomenada Boucles del Sud Ardecha, Classic Sud Ardèche i Classic de l'Ardèche, és una cursa ciclista d'un dia que es disputa per les carreteres del departament francès d'Ardecha. La cursa fou amateur des de la seva creació, el 2001, fins al 2007, abans d'integrar-se a l'UCI Europa Tour el 2008 amb una categoria 1.2. Entre el 2010 i el 2019 va tenir una categoria 1.1 i a partir del 2020 UCI ProSeries. La sortida i l'arribada té lloc a Ruoms.

## Palmarès
| Any                                              | Vencedor               | Segon                       | Tercer                |
| ------------------------------------------------ | ---------------------- | --------------------------- | --------------------- |
| Boucles del Sud Ardecha-Souvenir Francis Delpech |                        |                             |                       |
| 2001                                             | Thomas Bernabeu        | Philippe Gallo              | Christophe Igora      |
| 2002                                             | Tom Colas              | Thomas Bernabeu             | Regis Decotte         |
| 2003                                             | Hicham Menad           | Dimitar Dimitrov Gospodinov | Jean-François Laroche |
| 2004                                             | Alexandr Sabalin       | Hubert Dupont               | Nicolas Dulac         |
| 2005                                             | Fabien Fraissignes     | Iauhen Sobal                | Fabrice Billard       |
| 2006                                             | Jean-Christophe Péraud | Ignatas Konovalovas         | Vasily Khatuntsev     |
| 2007                                             | Ievgueni Sokolov       | Rein Taaramäe               | Thomas Brigaud        |
| 2008                                             | Gatis Smukulis         | Anthony Ravard              | Jonas Aaen Jørgensen  |
| 2009                                             | Freddy Bichot          | Nicolas Jalabert            | Yann Huguet           |
| 2010                                             | Christophe Riblon      | Pierrick Fédrigo            | Cyril Gautier         |
| 2011                                             | Arthur Vichot          | Thierry Hupond              | Cyril Gautier         |
| 2012                                             | Rémi Pauriol           | Arthur Vichot               | Ion Izagirre Insausti |
| Classic Sud Ardèche-Souvenir Francis Delpech     |                        |                             |                       |
| 2013                                             | Mathieu Drujon         | Rémi Pauriol                | Romain Bardet         |
| 2014                                             | Florian Vachon         | Michał Gołaś                | Philippe Gilbert      |
| 2015                                             | Eduardo Sepúlveda      | Julien Loubet               | Fabio Felline         |
| 2016                                             | Petr Vakoč             | Julien Simon                | Olivier Pardini       |
| Classic de l'Ardèche                             |                        |                             |                       |
| 2017                                             | Mauro Finetto          | Mattia Cattaneo             | Francesco Gavazzi     |
| 2018                                             | Romain Bardet          | Maximilian Schachmann       | Lilian Calmejane      |
| 2019                                             | Lilian Calmejane       | Valentin Madouas            | Odd Christian Eiking  |
| Faun-Ardèche Classic                             |                        |                             |                       |
| 2020                                             | Rémi Cavagna           | Tanel Kangert               | Guillaume Martin      |
| 2021                                             | David Gaudu            | Clément Champoussin         | Hugh Carthy           |
| 2022                                             | Brandon McNulty        | Mauri Vansevenant           | Sepp Kuss             |
| 2023                                             | Julian Alaphilippe     | David Gaudu                 | Mattias Skjelmose     |
| 2024                                             | Juan Ayuso Pesquera    | Romain Grégoire             | Mattias Skjelmose     |
| 2025                                             | Romain Grégoire        | Marco Brenner               | Lorenzo Fortunato     |